# 级数展开

一个展示余弦函数被连续截断的麦克劳林级数逼近的动画。

在数学中，级数展开是将一个函数展开成级数，或无穷和的形式。它是一种计算仅靠基本运算符（加、减、乘、除）无法表达的函数的方法。
由此产生的级数往往可以通过仅取有限项，产生近似。序列中使用的项越少，近似就越简单。由于省略的部分和产生的不精确通常可以用包含大O符号的方程来描述。对于非解析函数，开放区间上的级数展开是一个近似值。 

## 级数展开的种类
这里介绍了若干种级数展开的方式：
泰勒级数是基于函数在一个点上的导数的幂级数。具体来说，如果函数 {\displaystyle f:U\mapsto \mathbb {R} } 在{\displaystyle x_{0}}附近是无限可微的，那么{\displaystyle f}在该点周围的泰勒级数为{\displaystyle \sum _{n=0}^{\infty }{\frac {f^{(n)}(x_{0})}{n!}}(x-x_{0})^{n}}，按照惯例{\displaystyle 0^{0}:=1}。{\displaystyle f}的麦克劳林级数是其在{\displaystyle x_{0}=0}处的泰勒数列。洛朗级数是泰勒级数的延伸，允许负指数项；它的形式是 {\displaystyle \sum _{k=-\infty }^{\infty }c_{k}(z-a)^{k}}并在环内收敛。
广义狄利克雷级数具有 {\displaystyle \sum _{n=1}^{\infty }a_{n}e^{-\lambda _{n}s}}的形式。它的一个重要特例是狄利克雷级数{\displaystyle \sum _{n=1}^{\infty }{\frac {a_{n}}{n^{s}}}}。{\displaystyle \sum _{n=1}^{\infty }{\frac {a_{n}}{n^{s}}}}傅里叶级数将周期函数展开成许多正弦和余弦函数之和。更具体地，一个周期为{\displaystyle 2L}的函数{\displaystyle f(t)}的傅里叶级数为：
{\displaystyle a_{0}+\sum _{n=1}^{\infty }\left(a_{n}\cos \left({\frac {n\pi t}{L}}\right)+b_{n}\sin \left({\frac {n\pi t}{L}}\right)\right)}
其中系数为：
{\displaystyle a_{n}:={\frac {1}{L}}\int _{-L}^{L}f(t)\cos \left({\frac {n\pi t}{L}}\right)dt}{\displaystyle b_{n}:={\frac {1}{L}}\int _{-L}^{L}f(t)\sin \left({\frac {n\pi t}{L}}\right)dt.}在声学中，基音和泛音共同构成了一个傅里叶数列的例子。

斯特林公式{\displaystyle {\text{Ln}}\Gamma \left(z\right)\sim \left(z-{\tfrac {1}{2}}\right)\ln z-z+{\tfrac {1}{2}}\ln \left(2\pi \right)+\sum _{k=1}^{\infty }{\frac {B_{2k}}{2k(2k-1)z^{2k-1}}}}是对数Γ函数的一个近似值。

## 例子
下式为{\displaystyle e^{x}}的泰勒级数：
{\displaystyle e^{x}=\sum _{n=0}^{\infty }{\frac {x^{n}}{n!}}=1+x+{\frac {x^{2}}{2}}+{\frac {x^{3}}{6}}...}
黎曼ζ函数：
{\displaystyle \zeta (s):=\sum _{n=1}^{\infty }{\frac {1}{n^{s}}}={\frac {1}{1^{s}}}+{\frac {1}{2^{s}}}+\cdots }